# La Chapelle-sous-Uchon
La Chapelle-sous-Uchon är en kommun i departementet Saône-et-Loire i regionen Bourgogne-Franche-Comté i östra Frankrike. Kommunen ligger i kantonen Mesvres som tillhör arrondissementet Autun. År 2022 hade La Chapelle-sous-Uchon 194 invånare.

## Befolkningsutveckling
Antalet invånare i kommunen La Chapelle-sous-Uchon
| Referens: INSEE |